# Pexopsis capitata
Pexopsis capitata är en tvåvingeart som beskrevs av Louis-Paul Mesnil 1951. Pexopsis capitata ingår i släktet Pexopsis och familjen parasitflugor. Inga underarter finns listade i Catalogue of Life.